# Piccolofløjte
En piccolo eller piccolofløjte er en lille tværfløjte. Dets navn på italiensk er flauto piccolo, hvilket betyder "lille fløjte". Ligesom tværfløjten er piccoloen stemt i C, men blot én oktav over, hvilket gør den til et transponerende instrument. Musik for piccolo er altså skrevet én oktav under, hvor den klinger. Fingersætningen på piccolofløjten svarer til den på tværfløjten med lyder én oktav højere eftersom piccolofløjten er halv størrelse af den almindelige tværfløjte. Desuden kan mange alternative fingersætninger benyttes med det formål at intonere tonen korrekt, da mange toner af natur er falske på denne type fløjte. Udover standard-piccoloen i C findes også en piccolofløjte stemt i Db, der nogle gange bruges i orkestre, samt én i Ab, der stort set ikke benyttes bortset fra i italienske marchbands.

## Klangfarve og konstruktion
Fordi en piccolo klinger i et meget højt register har den et potentiale til at blive skinger og gennemtrængende. Således er den ofte udelukkende brugt som et udsmykkende, "smagsgivende" eller "pyntende" instrument. Ikke desto mindre har der været skrevet mange komponsitioner for piccolofløjte af komponister såsom Vincent Persichetti og Antonio Vivaldi (Vivaldis koncerter var dog oprindeligt tiltænkt sopraninoblokfløjte. En af de første stykker, hvor piccoloen blev brugt, var Mozarts opera Tryllefløjten og den første symfoniske komposition var Beethovens 5. symfoni. Nutidige værker for symfoniorkester benytter typisk to tværfløjte og én piccolo som deres fløjtesektion. Ikke alle fløjtenister spille piccolo, men det er velanset at kunne, da man i mange symfoniorkestre kan indtage både rollen som piccolo-spiller og tværfløjtespiller. Det er derfor også ofte krævet ved optagelsesprøver til job i symfoniorkestre. Det der skiller piccoloen markant fra tværfløjten er embouchuren og det sammen med andre forskelligheder gør, at det kræver en indsats for en fløjtenist at spille piccolo.
Det er i stadig større grad svært at spille tonerne i den tredje oktav, især blidt.
Piccolofløjten er i nogen grad berygtet for at være svær at spille rent på. Dette har givet anledning til blandt musikere at definere en lille sekund som to piccoloer, der spiller unisont. Dets lille størrelse gør det svært at konstruere præcist stemt og gør, hvad der ville være små variationer på større instrumenter, ret mærkbare.
Piccoloer kan laves af træ, metal, plastik eller en kombination. Normalt giver piccolofløjter lavet i træ en blødere klang end metalfløjter. Et populært kompromis kombinerer et metalhovedstykke med en trækrop. Dette giver fordelene ved nemmere ansats samt blødere klang. Der er dog det problem at forskellige materialer er væsentligt forskellige i deres påvirkning fra for eksempel temperaturændringer, hvilket bevirker en inkonsistent intonation.